# Churchill (Manitoba)

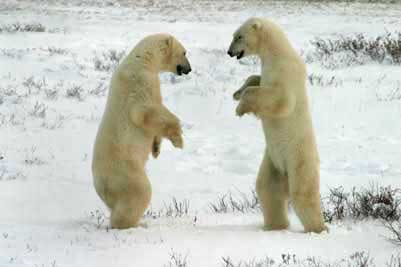
Ursos polares na região de Churchill.

Churchill é um município da província canadense de Manitoba, situado nas margens da Baía de Hudson. A grande quantidade de ursos polares na região, fazendo com que a cidade seja apelidada de "Polar Bear Capital of the World" (em português: Capital mundial do urso polar), tem ajudado no crescimento da indústria turística local. Segundo o censo de 2001, a população da cidade era de 963 habitantes. Os seus setores económicos prováveis serão (no futuro) a exportação de produtos agrícolas e comércio. 

## Clima
| Gráfico climático para Churchill                              | Gráfico climático para Churchill | Gráfico climático para Churchill | Gráfico climático para Churchill | Gráfico climático para Churchill | Gráfico climático para Churchill | Gráfico climático para Churchill | Gráfico climático para Churchill | Gráfico climático para Churchill | Gráfico climático para Churchill | Gráfico climático para Churchill | Gráfico climático para Churchill |
| ------------------------------------------------------------- | -------------------------------- | -------------------------------- | -------------------------------- | -------------------------------- | -------------------------------- | -------------------------------- | -------------------------------- | -------------------------------- | -------------------------------- | -------------------------------- | -------------------------------- |
| J                                                             | F                                | M                                | A                                | M                                | J                                | J                                | A                                | S                                | O                                | N                                | D                                |
| 18 -23 -31                                                    | 13 -21 -29                       | 18 -16 -25                       | 23 -6 -15                        | 30 2 -6                          | 46 11 1                          | 51 17 7                          | 61 16 7                          | 53 8 2                           | 46 1 -4                          | 36 -9 -17                        | 20 -18 -27                       |
| Temperaturas em °C • Precipitações em mmFonte: Canal do tempo |                                  |                                  |                                  |                                  |                                  |                                  |                                  |                                  |                                  |                                  |                                  |

O clima de Churchill é temperado frio (dfc na classificação climática de Köppen), só não é considerado polar porque a temperatura média no mês mais quente é 12 °C, para ser considerado um clima polar deve ser inferior a 10 °C.
No fim do outono, no inverno e no começo da primavera toda a precipitação na cidade é de neve, devido às baixíssimas temperaturas que facilmente chegam na casa dos -30 °C no auge do inverno. Mas apesar de todo esse frio, as maiores acumulações de neve ocorrem no outono e na primavera, porque nessas estações ainda há temperatura baixa o suficiente para o congelamento da água, além de o índice de precipitação ser maior.
No verão quase toda a precipitação é de chuva, mas pode nevar no começo e, principalmente, no fim da estação. A temperatura às vezes passa dos 20 °C nos meses mais quentes (julho e agosto), chegando a 25 °C nos dias mais quentes do ano.